# Дэвисон, Питер
Пи́тер Ма́лкольм Го́рдон Мо́ффетт (англ. Peter Malcolm Gordon Moffett), более известный как Пи́тер Дэ́висон (англ. Peter Davison; род. 13 апреля 1951, Стретем, Большой Лондон) — английский актёр, наиболее известный благодаря ролям Тристана Фарнона в телесериале «Все созданья: большие и малые» и Пятого Доктора в сериале «Доктор Кто», которую он играл с 1981 до 1984 года.

## Биография
Питер Моффетт родился в Лондоне, в семье инженера, который сам был родом из Гайаны. Впоследствии семья переехала в Нефил, что в графстве Суррей. Прежде чем стать актёром, Дэвисон проучился три года в церковной школе в Уокинг. После этого он имел несколько временных работ, в том числе будущему актёру пришлось работать в похоронном агентстве.
Дэвисон учился в Центральной Школе ораторства и Драмы. Его первой работой была должность помощника режиссёра в Ноттингемском Театре. Он выбрал себе псевдоним Питер Дэвисон, чтобы избежать путаницы с актёром и режиссёром Питером Моффаттом, с которым он впоследствии работал. Первой его работой на телевидении стала роль в детской научно-фантастической передаче «Люди завтра». В этой передаче он снимался вместе с американской актрисой Сандрой Дикинсон, на которой он и женился 26 декабря 1978. Их брак просуществовал до 1994 года. Они имеют общую дочь — Джорджию Моффетт, сыгравшую роль дочери Доктора, Дженни, в серии «Дочь Доктора» в сериале «Доктор Кто». Также она участвовала в пробах на роль Розы Тайлер. С 2003 женат на Элизабет Мортон. Актёр Дэвид Теннант, игравший Десятого Доктора, в 2012 году стал зятем Питера.

## Карьера

### Начало
В 1977 году Дэвисон сыграл главную роль в 13-серийном телесериале «Любовь для Лидии».
В 1978 году он исполнил роль Тристана Фарнона в сериале «Все созданья: большие и малые».

### Доктор Кто
В 1981 году Дэвисон подписал контракт с ВВС на три года на роль Пятого Доктора. В этой роли он заменил Тома Бейкера, который семь лет играл роль Четвёртого Доктора. Таким образом, в 29 лет он стал самым молодым актёром, которому досталась роль Доктора. Этот рекорд сохранился до 2010 года, когда к съёмкам приступил 26-летний Мэтт Смит. Привлечение такого высококлассного актёра, как Питер Дэвисон пошло на пользу сериалу, и его создатели стремились продлить контракт. Однако Дэвисон отказался, потому что боялся, что зрители не будут воспринимать его в других ролях, если он останется в сериале. По слухам, Патрик Траутон, который играл Второго Доктора, когда Дэвисон был ещё подростком, посоветовал ему участвовать в сериале не более, чем три года. Дэвисон послушался совета. Пятый Доктор сталкивался со многими известными врагами — далеками, киберлюдьми. Сам Дэвисон жалел, что получил роль в таком молодом возрасте, и говорил, что было бы лучше, если бы играл позже.
Он вернулся к этой роли в 2007 году, когда Стивен Моффат пригласил его сняться в коротком эпизоде «Раскол во времени», где Пятый Доктор встретил Десятого Доктора. Для Питера это была первая встреча с его будущим зятем Дэвидом Теннантом, который на момент этих съёмок ещё не был знаком с Джорджией.

### После «Доктора Кто»
После завершения работы в «Докторе Кто» Питер Дэвисон снимался в другом популярном сериале «Уникальная практика», где сыграл врача Стивена Дейкера. Затем, в 1985 году он вернулся к роли Тристана Фарнона, которую исполнял до 1990 года. В 1992 году Дэвисон снялся в эпизодической роли в популярном американском сериале «Частный детектив Магнум».
В 1998 году его пригласили принять участие в сериале «Джонатан Крик», где он сыграл роль зятя застреленного автора книг ужасов.
В 1999 году он сыграл роль школьного директора в сериале «Надежда и Слава».
Дэвисон также играл главную роль в сериалах «Последний детектив» (2003—2007) и «Удалённые берега» (2005). В последнем он играл врача. В 2006 году он получил роль профессора Джорджа Хантли в сериале «Инструкция по эксплуатации».
С 27 июля 2007 года по 1 марта 2008 года он исполнял роль Короля Артура в комедийном мюзикле «Спамалот».
В июле 2009 года Дэвисон появился на экране в одном из эпизодов сериала «Убийства в Мидсомере».

## Личная жизнь
Дэвисон был женат трижды. Его брак 1973 года с Дайаной Рассел закончился разводом в 1975 году.
В 1978 году он женился на американо-британской актрисе Сандре Дикинсон. Они развелись в 1994 году.
У Дэвисона есть дочь от второго брака — актриса Джорджия Теннант (урождённая Моффетт) 1984 года рождения. В декабре 2011 года Джорджия вышла замуж за актёра Дэвида Теннанта, сыгравшего Десятого Доктора.
Дэвисон женился на своей третьей жене, актрисе и писательнице Элизабет Мортон, в 2003 году.
Пара живёт в Твикенхеме и у них есть два сына: Луи (1999 года рождения) и Джоэл (2001 года рождения). Они оба появились в фильме «(Почти) Пять Докторов: Перезагрузка» и играют самих себя. Луи Моффетт дебютировал в театральной сцене в возрасте 14 лет, сыграв «Принца Эдуарда» в постановке Студии Трафальгар 2014 года Ричарда III, которому приписывают роль Луи Дэвисона, приняв сценическое имя своего отца как свое собственное. Летом 2014 года его брат Джоэл дебютировал в театре в возрасте 13 лет, сыграв Джека в «Вдовстве миссис Холройд» в Театре Оранжевого Дерева в Ричмонде.
Автобиография Дэвисона под названием «Есть ли жизнь вне будки?: Актёрское Отчаяние» была опубликована 6 октября 2016 года.